# Sergio Amaury Ponce
Sergio Amaury Ponce Villegas (n. el 13 de agosto de 1981 en Tepic, Nayarit) es un exfutbolista mexicano. 

## Carrera
En Tepic, Nayarit, el niño Amaury jugó en el Club Patos Feos iniciándose en las fuerzas inferiores del torneo de verano llamado Al Agua Patos denominándose así porque muchos de sus juegos eran en plena lluvia. El resto del año Patos Feos jugaba en la Asociación de Futbol de Nayarit. Este equipo era el campeonísimo a vencer porque en todas las categorías era usual que resultara campeón; ya en categorías superiores fue detectado en una visoría realizada por el Club Deportivo Toluca a donde fue llamado y ahí inició su carrera como futbolista profesional. Con Toluca logró afianzarse de mediocampista derecho para después jugar de lateral. Ganó apertura 2002, Apertura 2005 y Apertura 2008 con Toluca hasta ser transferido al CD Guadalajara.
Amaury Ponce fue transferido al Club Deportivo Guadalajara en un intercambio que involucró a este mismo, a cambio del delantero rojiblanco Sergio Santana y el defensor Antonio Olvera.
Tras su paso por CD Guadalajara jugó con el equipo de Tigres de la UANL a partir del torneo Bicentenario 2010 sin mucho éxito. Posteriormente pasó un año en San Luis FC en calidad de préstamo. 
Al finalizar el Clausura 2011 en el draft del fútbol mexicano fue transferido al Querétaro FC a préstamo por 1 año con opción a compra.
En el Draft 2012 fue comprado por el Atlas de Guadalajara para jugar el Apertura 2012. Por último jugó para los Coras de Tepic y fue dirigido por el campeón mundial Mauro Camoranessi. Debido a los pocos minutos que disputó, en 2017 anunció su retiro.
En las elecciones federales de México de 2021 fue postulado candidato a diputado federal por el Partido Encuentro Solidario.

## Clubes
| Club                       | País   | Año         |
| -------------------------- | ------ | ----------- |
| Deportivo Toluca           | México | 2001 - 2008 |
| Club Deportivo Guadalajara | México | 2009        |
| Tigres UANL                | México | 2010        |
| San Luis Fútbol Club       | México | 2010 - 2011 |
| Querétaro Fútbol Club      | México | 2011 - 2012 |
| Atlas Fútbol Club          | México | 2012 - 2014 |
| Coras de Tepic             | México | 2015 - 2017 |

## Selección nacional
Debuta en el 2008 con la selección mayor al mando de Sven Goran Eriksson jugando 2 partidos.